# Nuevas mañanas
Nuevas mañanas es el décimo álbum de David Lebón, lanzado en 1991.
El disco fue grabado en Miami, Estados Unidos,  donde Lebón se radicó momentáneamente junto a Julio Presas, con quien realizó una coproducción artística que incluye temas de autoría compartida. 
El proyecto, uno de los menos conocidos de su carrera, presenta una regrabación del tema "El tiempo es veloz", original de 1982, y cuenta con la colaboración de Pedro Aznar, como músico y productor.
Fue publicado por el pequeño sello Arts & Animation Company/Miami, y distribuido en Argentina por Sony Music.

## Lista de temas
Lado A
1. Nuevas mañanas
2. Tu llegada
3. El tiempo es veloz
4. Mirando sin pensar
5. Niños que danzan

Lado B
1. En un siglo o en dos
2. Techno Love
3. Un hermoso sueño
4. Cuando digo
5. Ya conozco tu nombre